# Mustang (Oklahoma)
Mustang es una ciudad ubicada en el condado de Canadian, Oklahoma, Estados Unidos. Tiene una población estimada, a mediados de 2022, de 22 232 habitantes.

## Geografía
La ciudad está ubicada en las coordenadas 35°23′31″N 97°43′31″O / 35.39194, -97.72528 (35.391847, -97.72514).

## Demografía
Según el censo de 2000, en ese momento los ingresos medios de los hogares de la localidad eran de $50,284 y los ingresos medios de las familias eran de $53,018. Los hombres tenían ingresos medios por $36,406 frente a los $24,856 que percibían las mujeres. Los ingresos per cápita para la localidad eran de $20,860. Alrededor del 5.6% de la población estaba por debajo del umbral de pobreza.
De acuerdo con la estimación 2017-2021 de la Oficina del Censo, los ingresos medios de los hogares de la localidad son de $80,817 y los ingresos medios de las familias son de $95,760. Los ingresos per cápita en los últimos doce meses, medidos en dólares de 2021, son de $37,687. Alrededor del 5.2% de la población está por debajo del umbral de pobreza.